# Hällefors kommun
Hällefors kommun ligger i nordvästra delen av Örebro län i Västmanland. Centralort är Hällefors och näst största ort är Grythyttan. 
Sprickzoner i berget har gett upphov till många småsjöar. Stora delar av terrängen är täckta av ett tunt lager morän, oftast skogbevuxet. Historiskt sett har området varit en plats för malmbrytning, främst av järn men även av silver. De sista gruvorna stängdes på 1960-talet (Ösjöberg), liksom den sista hyttan (Bredsjö). Bland större företag märks Spendrups bryggeri, tidigare känt som Hellefors Bryggeri.
Sedan kommunen bildades 1971 har befolkningen minskat kraftigt. Socialdemokraterna har varit det största partiet i samtliga val, även om deras mandat i kommunfullmäktige mer än halverats mellan 1991 och valen på 2010- och 2020-talen.

## Administrativ historik
Kommunens område motsvarar socknarna Grythyttan, Hjulsjö och Hällefors. I dessa socknar bildades vid kommunreformen 1862 landskommuner med motsvarande namn.
Grythyttans municipalsamhälle inrättades 8 april 1927 och upplöstes 31 december 1956.
Hällefors köping bildades 1950 genom en ombildning av Hällefors landskommun.
Vid kommunreformen 1952 bildades "storkommunen" Noraskog genom sammanläggning av de tidigare kommunerna Hjulsjö, Järnboås, Nora och Viker medan Grythyttans landskommun samt Hällefors köping förblev opåverkade.
1965 uppgick Noraskogs landskommun i Nora stad. 1967 införlivades Grythyttans landskommun samt Hjulsjö församling ur Nora stad i Hällefors köping. 
Hällefors kommun bildades vid kommunreformen 1971 genom en ombildning av Hällefors köping.
Kommunen ingick från bildandet till 14 februari 2005 i Lindesbergs domsaga och ingår sen dess i Örebro domsaga.
Kommunen ingår sedan 2012 i Förvaltningsområdet för finska. 
Kommunen samarbetar i olika lokala konstellationer åt både Värmlandshållet och Bergslagen, bland annat med intilliggande kommuner i gruppen Kommuner i Norra Örebro län (Nora, Ljusnarsberg och Lindesberg). För brandförsvar sker samarbetet västerut och i viss mån även för turistfrågor.

## Geografi
Kommunen gränsar i söder mot Karlskoga kommun, i sydost mot Nora kommun, i öster mot Ljusnarsbergs kommun och Lindesbergs kommun, i väster mot Filipstads kommun (Värmlands län) och i norr mot Ludvika kommun (Dalarnas län).

### Topografi och hydrografi
Kommunens berggrund, inklusive grythyttegruppen, är en mångfald av kraftigt veckade och omvandlade vulkaniska och sedimentära bergarter. Tidigare har malm, främst järn men också silver, brutits här. Sprickzoner i berget har skapat många småsjöar.
Många delar av terrängen täcks av ett tunt moräntäcke, vanligtvis skogbevuxet. Öppna och uppodlade sedimentområden finns i dalgångarna, som vid Hjulsjö och tätorten Hällefors. Längs Nittälven vid gränsen mot Ljusnarsbergs kommun och i den trånga sprickdalen Lokadalen i sydvästra delen av kommunen finns isälvsavsättningar. Vid centralorten märks den markanta Hälleforsdynen och två välskötta mossar, Hammarmossen och Knuthöjdsmossen.
Nedan presenteras andelen av den totala ytan 2020 i kommunen jämfört med riket.
|  | Bebyggelse (2,7 %) |

|  | Skog (90,6 %) |

|  | Öppen myrmark (3,8 %) |

|  | Jordbruksmark (0,7 %) |

|  | Övrig mark (2,3 %) |

|  | Bebyggelse (3,1 %) |

|  | Skog (68,0 %) |

|  | Öppen myrmark (7,2 %) |

|  | Jordbruksmark (7,4 %) |

|  | Övrig mark (14,3 %) |

### Naturskydd

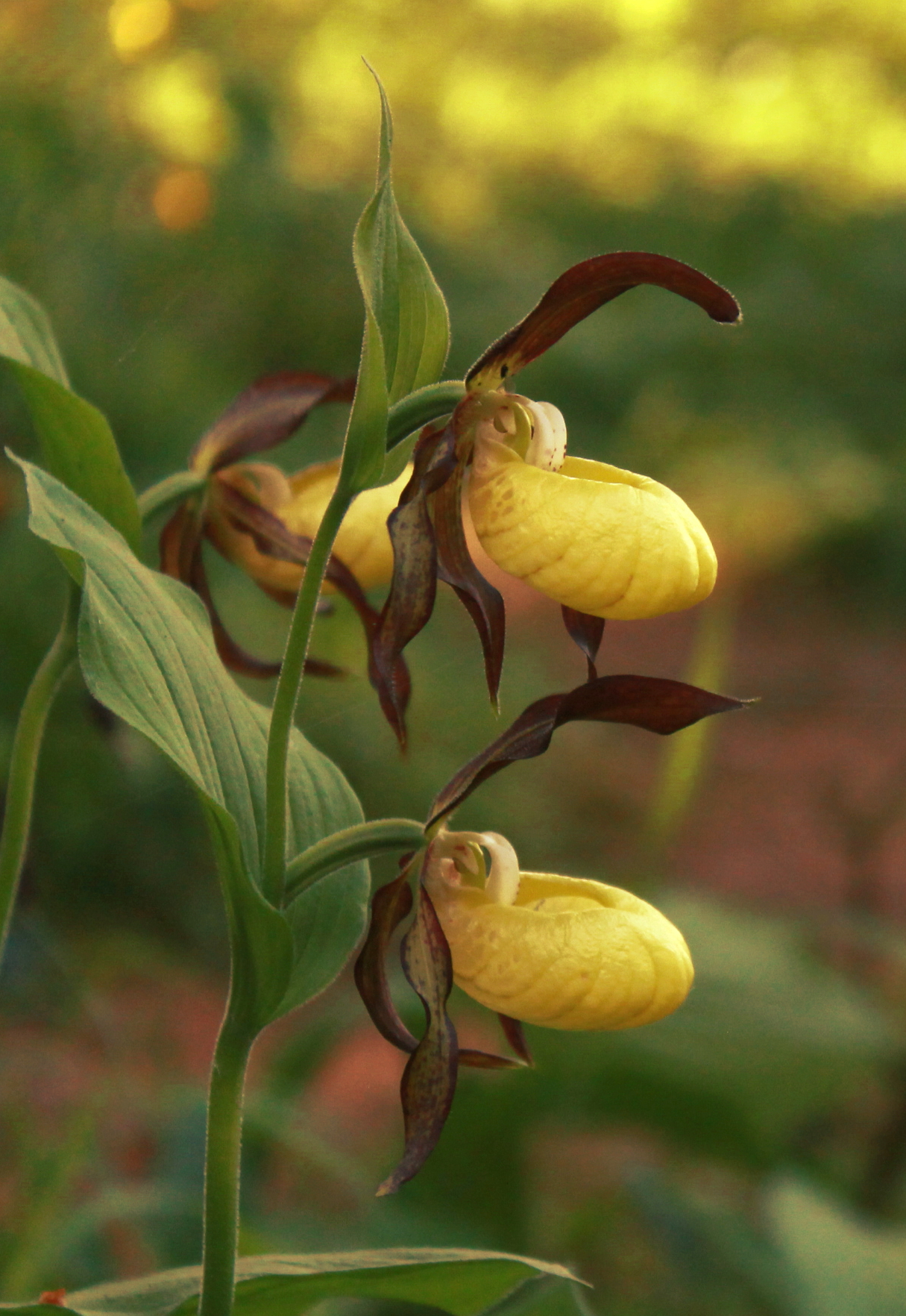
Guckusko.

Ungefär 5,3 procent (3,6 procent av landytan) av Hällefors kommuns areal hade år 2019 skydd i form av naturreservat, naturvårdsområden, naturminnen och biotopskydd. Detta motsvarade 7 373 hektar. Bland naturreservat i Hällefors kommun kan nämnas det kommunala reservatet Björskogsnäs, som ursprungligen var ett finskt nybygge. I det ålderdomliga odlingslandskapet växer arter som guckusko, smörbollar, fältgentiana och darrgräs.

### Administrativ indelning
Fram till 2016 var kommunen för befolkningsrapportering indelad i församlingarna Grythyttan och Hällefors-Hjulsjö.

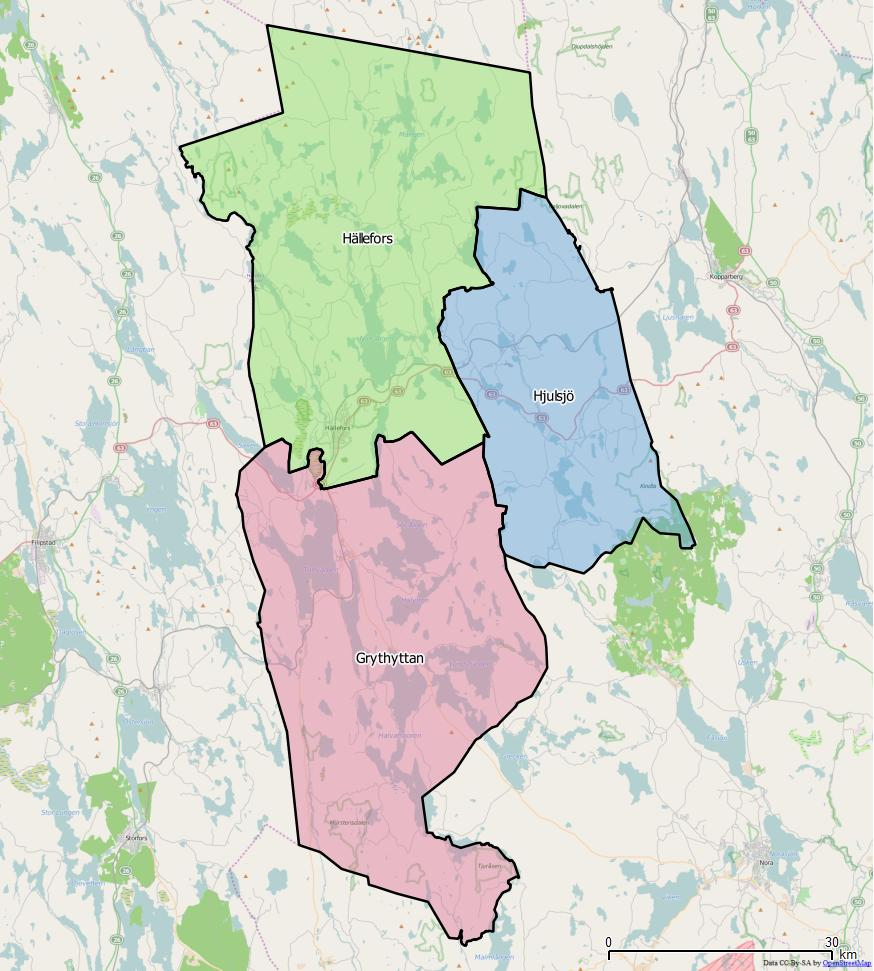
Distrikt (socknar) inom Hällefors kommun

Sedan 2016 indelas kommunen istället i följande distrikt, vilka motsvarar de tidigare socknarna: Grythyttan, Hjulsjö och Hällefors.

### Tätorter
Vid Statistiska centralbyråns tätortsavgränsning den 31 december 2015 fanns det två tätorter i Hällefors kommun.
| Nr | Tätort     | Folkmängd |
| -- | ---------- | --------- |
| 1  | Hällefors  | 4 449     |
| 2  | Grythyttan | 859       |

Centralorten är i fet stil.

## Styre och politik

### Styre
Mandatperioden 2010–2014 styrdes kommunen av en koalition bestående av Centerpartiet, Socialdemokraterna, Vänsterpartiet och Hällefors Oberoende. Tillsammans samlade partierna 22 av 31 mandat i kommunfullmäktige. Efter valet 2014 stannade Socialdemokraterna kvar vid makten, men med nya koalitionspartners i form av Moderaterna och Grythyttelistan. Socialdemokraterna ansåg efter den mandatperioden att de rört sig för långt till höger på den politiska skalan och valde därför att vända sig till Vänsterpartiet när de bildade nytt styre efter valet 2018.
Mandatperioden 2022–2026 styrs kommunen av en koalition bestående av Moderaterna, Centerpartiet och Grythyttelistan.

### Kommunfullmäktige

#### Presidium
| Presidium 2022–2026   | Presidium 2022–2026 | Presidium 2022–2026 |
| --------------------- | ------------------- | ------------------- |
| Ordförande            | M                   | Per Karlsson        |
| Vice ordförande       | M                   | Jacob Neerings      |
| Andre vice ordförande | S                   | Christer Olken      |

#### Mandatfördelning 1970–2022
| 4 | 25 | 5 | 3 | 2 |

| 34 |

| 4 | 25 | 6 | 2 | 2 |

| 31 | 8 |

| 5 | 24 | 6 | 2 | 2 |

| 29 | 10 |

| 5 | 24 | 4 | 3 |  | 2 |

| 29 | 10 |

| 7 | 22 | 4 |  |  | 4 |

| 28 | 11 |

| 7 | 21 |  | 2 | 3 |  | 4 |

| 27 | 12 |

| 8 | 18 | 2 | 4 | 3 | 4 |

| 25 | 14 |

| 6 | 18 |  | 6 | 2 |  | 5 |

| 26 | 13 |

| 3 | 15 | 6 |  | 3 |  | 2 |

| 19 | 12 |

| 4 | 12 | 3 | 6 | 2 |  | 3 |

| 19 | 12 |

| 3 | 17 | 6 | 3 | 2 |

| 18 | 13 |

| 4 | 15 | 4 | 4 | 4 |

| 19 | 12 |

| 4 | 11 |  | 3 | 4 | 3 |  | 4 |

| 16 | 15 |

| 7 | 9 | 3 | 3 |  | 3 | 5 |

| 16 | 15 |

| 7 | 9 | 4 | 2 | 3 | 6 |

| 13 | 18 |

| 4 | 9 | 5 | 2 | 3 | 8 |

| 17 | 14 |

### Nämnder

#### Kommunstyrelse
Kommunstyrelsen består av 11 ledamöter. För att stödja sitt arbete har Kommunstyrelsen tre utskott och beredningar kopplade till sig; ekonomiberedningen, allmänna utskottet och välfärdsutskottet.
| Presidium 2022–2026    | Presidium 2022–2026 | Presidium 2022–2026   |
| ---------------------- | ------------------- | --------------------- |
| Ordförande             | M                   | Cecilia Albertsson    |
| Förste vice ordförande | C                   | Lars-Göran Zetterlund |
| Andre vice ordförande  | S                   | Håkan Bergström       |

#### Lista över kommunstyrelsens ordförande
- Pentti Supponen, Socialdemokraterna, 1998–2008[21]
- Peter Carlsson, Socialdemokraterna, 2008–16 april 2010[22][23]
- Ritha Sörling, Socialdemokraterna, 17 april 2010–2013[23][24]
- Annalena Järnberg, Socialdemokraterna, 2013–2023[25]
- Cecilia Albertsson, Moderaterna, 1 juni 2023–[26]

Denna lista hämtas från Wikidata. Informationen kan ändras där.

#### Övriga nämnder
I Hällefors kommun finns de två egna nämnderna: Myndighetsnämnden och Valnämnden.
Därtill finns tre nämnder som är gemensamma med Ljusnarsbergs kommun, Lindesbergs kommun och Nora kommun: Bygg- och miljönämnden, Tekniska nämnden och Överförmyndarnämnden. 

### Internationella relationer
När Hällefors kommun deltar i EU-projekt sker den samverkan genom Regionförbundet Örebro och Länsstyrelsen Örebro län. Det självständiga internationella arbetet sker genom vänortssamarbete. Nedan presenteras vänorterna (2024):
- Lüchow,  Tyskland - sedan 1992
- Orkdal, Norge - sedan 2001
- Jelgava, Lettland - sedan 2004

Tidigare fanns även ett vänortssamarbete med finska kommunen Pojo som uppgick i en ny kommun årsskiftet 2008/2009.

## Ekonomi och infrastruktur

### Näringsliv
Hällefors har liksom många av grannkommunerna i Bergslagen sedan lång tid bakåt dominerats av bergsbruk och järnframställning. De sista gruvorna lades dock ned på 1960-talet (Ösjöberg), liksom den sista hyttan (Bredsjö).
Dominerande företag på orten blev under 1900-talet Hellefors Bruks AB, som även ägde gruvor, bruk och fabriker på andra håll i landet. Sedermera blev SKF ägare av den järn- och stålindustri i centralorten som än idag dominerar näringslivet men numera ingår i Ovako-koncernen.
Bland andra större företag märks Spendrups bryggeri (före detta Hellefors Bryggeri).

### Infrastruktur

#### Transporter
Kommunen korsas av järnvägen från Göteborg till Kil och Ludvika, och även av riksväg 63. Dessutom sträcker sig länsvägarna 205 och 244 genom området. Silverleden löper genom den norra delen av kommunen.

## Befolkning

### Befolkningsutveckling
Kommunen har 6 321 invånare (31 december 2024), vilket placerar den på 258:e plats avseende folkmängd bland Sveriges kommuner.
| Befolkningsutvecklingen i Hällefors kommun 1810–2020 | Befolkningsutvecklingen i Hällefors kommun 1810–2020 | Befolkningsutvecklingen i Hällefors kommun 1810–2020 | Befolkningsutvecklingen i Hällefors kommun 1810–2020 | Befolkningsutvecklingen i Hällefors kommun 1810–2020 |
| ---------------------------------------------------- | ---------------------------------------------------- | ---------------------------------------------------- | ---------------------------------------------------- | ---------------------------------------------------- |
|                                                      |                                                      |                                                      |                                                      |                                                      |
| År                                                   |                                                      |                                                      | Folkmängd                                            |                                                      |
| 1810                                                 | 1810                                                 |                                                      | 6 234                                                |                                                      |
| 1850                                                 | 1850                                                 |                                                      | 9 251                                                |                                                      |
| 1900                                                 | 1900                                                 |                                                      | 12 293                                               |                                                      |
| 1950                                                 | 1950                                                 |                                                      | 10 354                                               |                                                      |
| 1968                                                 | 1968                                                 |                                                      | 11 723                                               |                                                      |
| 1970                                                 | 1970                                                 |                                                      | 11 836                                               |                                                      |
| 1975                                                 | 1975                                                 |                                                      | 11 219                                               |                                                      |
| 1980                                                 | 1980                                                 |                                                      | 10 576                                               |                                                      |
| 1985                                                 | 1985                                                 |                                                      | 9 839                                                |                                                      |
| 1990                                                 | 1990                                                 |                                                      | 9 346                                                |                                                      |
| 1995                                                 | 1995                                                 |                                                      | 8 710                                                |                                                      |
| 2000                                                 | 2000                                                 |                                                      | 8 025                                                |                                                      |
| 2005                                                 | 2005                                                 |                                                      | 7 627                                                |                                                      |
| 2010                                                 | 2010                                                 |                                                      | 7 220                                                |                                                      |
| 2015                                                 | 2015                                                 |                                                      | 7 032                                                |                                                      |
| 2020                                                 | 2020                                                 |                                                      | 6 896                                                |                                                      |

## Kultur

### Kulturarv
- Krokbornsparken, Sveriges första folkpark
- Måltidens hus, Grythyttan
- Mästarnas Park, Hällefors

### Kommunvapen
Blasonering: I fält av silver ett blått, brinnande treberg med röd låga; berget, belagt med en av vågskuror bildad stolpe av silver, är åtföljt till höger av en uppgående måne och till vänster av ett järnmärke, allt blått.
Vapnet fastställdes av Kungl. Maj:t 1942 för Hällefors landskommun. Berget kommer från bergslagssigill och tecknen för silver och järn betecknar de metaller som hanterades i bygden. Vapnet övertogs oförändrat av den nya kommunen och registrerades hos PRV 1974.

Noraskogs landskommuns vapen (1955–64)